# Hangover (Lied)
Hangover ist die erste Singleauskopplung des dritten Albums TY.O des britischen Contemporary-R&B-Sängers Taio Cruz. Dieses Lied ist eine Zusammenarbeit mit dem US-amerikanischen Rapper Flo Rida und wurde von Cruz, Lukasz Gottwald und Henry Walter geschrieben.
Am 4. Oktober 2011 veröffentlichte Cruz den Song als Ankündigung für sein Album TY.O.

## Musikvideo
Das Musikvideo von Hangover wurde auf YouTube am 25. Oktober veröffentlicht.
Zu Beginn wacht Cruz nach einer nächtlichen Feier in einer Villa auf. Nachdem er nach und nach die noch im Raum schlafenden Partygäste weckt, kann er sich an Bruchstücke der vergangenen Nacht erinnern. Er möchte jedoch weiter feiern und steigt mit den Gästen in ein Flugzeug ein, wo er erstmals auf Flo Rida trifft. Nach dessen Part besteigt er ein Segelboot, welches auf einem Anhänger durch eine Großstadt fährt, und feiert ausgelassen weiter.
Die besagte Villa ist eine Villa auf den Hollywood Hills in Los Angeles.
Der Schauspieler und Komiker Bobby Lee spielt in dem Musikvideo eine wichtige Rolle.

## Rezeption

### Chartplatzierungen
Am 4. November 2011 stieg Hangover auf Platz drei der deutschen Singlecharts ein. Nach vier Wochen erreichte es schließlich Platz zwei und blieb insgesamt zehn Wochen in den Top-10. Somit ist es der erfolgreichste Song von Taio Cruz in Deutschland bis jetzt.
In Österreich und der Schweiz konnte der Song Platz eins der Singlecharts erreichen. In den USA stieg die Single auf Platz 62 ein.
| ChartsChartplatzierungen       | Höchstplatzierung | Wochen |
| ------------------------------ | ----------------- | ------ |
| Deutschland (GfK)              | 2 (45 Wo.)        | 45     |
| Österreich (Ö3)                | 1 (30 Wo.)        | 30     |
| Schweiz (IFPI)                 | 1 (34 Wo.)        | 34     |
| Vereinigte Staaten (Billboard) | 62 (1 Wo.)        | 1      |
| Vereinigtes Königreich (OCC)   | 27 (3 Wo.)        | 3      |

| ChartsJahrescharts (2011) | Platzierung |
| ------------------------- | ----------- |
| Deutschland (GfK)         | 23          |
| Österreich (Ö3)           | 28          |
| Schweiz (IFPI)            | 47          |

| ChartsJahrescharts (2012) | Platzierung |
| ------------------------- | ----------- |
| Deutschland (GfK)         | 32          |
| Österreich (Ö3)           | 25          |
| Schweiz (IFPI)            | 14          |

### Auszeichnungen für Musikverkäufe
| Land/Region                  | Auszeichnungen für Musikverkäufe (Land/Region, Auszeichnung, Verkäufe) | Verkäufe  |
| ---------------------------- | ---------------------------------------------------------------------- | --------- |
| Australien (ARIA)            | 4× Platin                                                              | 280.000   |
| Belgien (BRMA)               | Gold                                                                   | 15.000    |
| Brasilien (PMB)              | Platin                                                                 | 60.000    |
| Dänemark (IFPI)              | Gold                                                                   | 15.000    |
| Deutschland (BVMI)           | 3× Platin                                                              | 900.000   |
| Italien (FIMI)               | Platin                                                                 | 70.000    |
| Neuseeland (RMNZ)            | Gold                                                                   | 7.500     |
| Österreich (IFPI)            | 2× Platin                                                              | 60.000    |
| Schweden (IFPI)              | 2× Platin                                                              | 80.000    |
| Schweiz (IFPI)               | 3× Platin                                                              | 90.000    |
| Spanien (Promusicae)         | Gold                                                                   | 30.000    |
| Vereinigtes Königreich (BPI) | Silber                                                                 | 200.000   |
| Insgesamt                    | 1× Silber · 4× Gold · 16× Platin ·                                     | 1.807.500 |

Hauptartikel: Taio Cruz/Auszeichnungen für Musikverkäufe

### Auszeichnungen für Musikstreaming
| Land/Region     | Auszeichnungen für Musikverkäufe (Land/Region, Auszeichnung, Verkäufe) | Verkäufe  |
| --------------- | ---------------------------------------------------------------------- | --------- |
| Dänemark (IFPI) | 2× Platin                                                              | 1.800.000 |
| Insgesamt       | 2× Platin ·                                                            | 1.800.000 |

Hauptartikel: Taio Cruz/Auszeichnungen für Musikverkäufe